# Dahlia Grey
Dahlia Grey (Seattle, 14 febbraio 1972) è un'ex attrice pornografica statunitense.
Ha vinto l'AVN Award for Best Tease Performance nell'AVN Awards 2000.
Ha lavorato spesso come attrice per Andrew Blake, dove è talvolta comparsa con il nome di Jami Dion. Per Penthouse è stata pet del mese nel marzo 1992.

## Riconoscimenti
AVN Awards
- 2000 - Best Tease Performance per Playthings[1]

## Filmografia
- Hidden Obsessions (1992)
- Fantasy Women (1993)
- Les Femmes Erotique (1993)
- Sex And Money (1995)
- Captured Beauty (1996)
- Unleashed 1 (1996)
- Venus Descending (1996)
- Dark Angel (1997)
- Possessions (1997)
- Delirious (1998)
- High Heels (1998)
- Wet (1998)
- Aroused (1999)
- Pin-ups 1 (1999)
- Playthings (1999)
- Adriana (2002)
- Justine (2002)
- Dollhouse (2003)
- Naked Diva (2003)
- Feel the Heat (2004)
- Flirts (2004)
- Teasers (2005)
- Teasers 2 (2005)
- Teasers: Side B (2005)